# Irsk rundtårn
Irske rundetårne (irsk: Cloigtheach i ental, irsk: Cloigthithe i flertal; bogstaveligt "klokkehus") er stentårne fra den tidlige middelalder, som hovedsageligt findes i Irland, med to eksempler i Skotland og ét på Isle of Man. Som navnet Cloigtheach antyder, blev de formentlig oprindeligt brugt som klokketårne, selvom de sandsynligvis senere har tjent andre formål.
De irske rundtårne findes typisk i nærheden af en kirke eller et kloster, og døren til tårnet vender normalt mod vestportalen af kirken. Denne viden har gjort det muligt, i tilfælde hvor tårnet stadig står, at fastslå den omtrentlige placering af forsvundne kirker, som tidligere har eksisteret.

## Konstruktion og udbredelse
De bevarede tårne varierer i højde fra ca. 18 til 40 meter, og i omkreds fra 12 til 18 meter; tårnet ved Kilmacduagh er det højeste bevarede i Irland med en højde på 34,4 m (og hælder 1,7 m ud af lod).
Murstensarbejdet varierer alt efter alder; de tidligste eksempler er af rå kampesten, mens senere versioner er i fint tilhuggede blokke (kvadersten). Den nederste del er solid og uden åbninger, med én enkelt dør 2–3 meter oppe, ofte kun tilgængelig med stige. Indvendigt findes typisk flere etager i træ eller spor efter sådanne, forbundet med stiger. Vinduerne er smalle slidser placeret højt oppe. Taget er af sten, som regel konisk, selvom nogle tårne senere blev forsynet med krenelering.
Dørens høje placering skyldes primært strukturel styrke og ikke forsvar. Tårnene har ofte meget ringe fundament – f.eks. har tårnet ved Monasterboice kun 60 cm dybt underlag. At anbringe en dør ved jorden ville svække bygningen. Tårnenes runde form, der hjælper med at afbøde vind, og fyld under døren (af jord og sten) har bidraget til at de mange steder er bevaret.
Udgravninger fra 1990’erne har påvist stolpehuler, hvilket bekræfter, at der har været trætrapper; brugen af stiger før det kan dog ikke udelukkes.
Tårnene blev sandsynligvis bygget mellem 800- og 1100-tallet. Forskere mener, at der har eksisteret omkring 120 i Irland, hvoraf 18–20 stadig er næsten intakte. Tre findes uden for Irland: to i det østlige Skotland (ved domkirken i Brechin og Abernethy Round Tower i Abernethy) og ét i Peel Castle på St. Patrick's Isle (i dag forbundet med Isle of Man).
Blandt de mest kendte eksempler er tårnene ved Devenish Island og Glendalough. Tårnet ved Clondalkin er det eneste i Irland, der stadig har sin oprindelige tagkonstruktion. County Mayo, County Kilkenny og County Kildare har hver fem rundetårne. Det eneste kendte tårn med sekskantet base står ved Kinneigh i County Cork, opført i 1014. Tårnet i Ardmore i County Waterford er formentlig det senest opførte (ca. 1100-tallet) og har en særlig tredelt båndudsmykning på ydersiden.

## Formål
Det mest sandsynlige oprindelige formål med de runde tårn var at fungere som klokketårne – som det gamle irske ord cloigtheach ("klokkehus") også indikerer, en observation først gjort af George Petrie i 1845.
Professor i arkæologi Tadhg O'Keeffe på University College Dublin har foreslået, at tårnene oprindeligt var kongelige kapeller, blandt andet fordi to af dem (i Kells og Duleek) er forbundet med kongemord. Han har også foreslået, at vinduernes placering imiterer processionens gang fra dør til top.
En anden teori er, at tårnene fungerede som beskyttelse under angreb. For de meste var den øverste etager lukket og taget af sten ville gøre sig dårligt som klokketårne, fordi det lukkede for at få lyden ud. Den høje dør og de tykke stenmure kunne yde modstand under overfald. Da dørene altid var vendt mod nærliggende kirker, har dette styrket teorien om at munkene kunne søge tilflugt i dem. Den ældste kilde, der nævner et rundetårn (det ved Slane), fortæller netop, at det blev brugt som tilflugtssted – men brændt af vikingerne, hvilket kostede alle indenfor livet.

## Bevarede rundtårne
Nedenfor følger en liste af bevarende irske rundtårne, bortset fra de moderne rekonstruktioner.
| Billede                                                         | Lokation                                       | County      | Provins  | Tilstand                                              | Højde         | Noter |
| --------------------------------------------------------------- | ---------------------------------------------- | ----------- | -------- | ----------------------------------------------------- | ------------- | --- |
|                                                                 | Aghadoe                                        | Kerry       | Munster  | Ufuldstændig                                          | 5,4 m         | |
|                                                                 | Aghagower                                      | Mayo        | Connacht | Ufuldstændig                                          | 16 m          | Anden indgang indsat senere i jordniveau. |
| Round tower in Antrim, County Antrim                            | Antrim                                         | Antrim      | Ulster   | Komplet                                               | 28 m          | Opført omkring 900-tallet. Hovedindgangen ligger 2 meter over jorden, hvilket antyder, at den blev brugt som beskyttelse. Klosterets område blev brændt ned i 1147. Den er lokalt kendt som "The Steeple". |
|                                                                 | Aghaviller                                     | Kilkenny    | Leinster | Ufuldstændig                                          | 9,6 m         | Anden dør indsat senere i jordhøjde. |
|                                                                 | Ardmore                                        | Waterford   | Munster  | Komplet                                               | 30 m          | Har tre båndgesimser og en tydelig hældning |
|                                                                 | Ardpatrick                                     | Limerick    | Munster  | Ufuldstændig                                          | 3 m           | Barrow oplyser, at Down Survey fra 1655 markerer stedet med et tårn i tre etager med en ødelagt top. Fitzgerald og McGreggor skrev i 1826, at det var et smukt tårn, som "styrtede sammen for få år siden". En stump på 3 m i højden, omgivet af murbrokker fra sammenstyrtningen, er alt, hvad der er tilbage. Barrow spekulerer i, at nogle af stenene fra tårnet er blevet brugt til at opføre den nærliggende kirkegårdsmur, herunder én over indgangen, som er 1,07 m lang med en hævet profil, og som muligvis har været tærskelstenen fra tårnets indgang. |
|                                                                 | Ardrahan                                       | Galway      | Connacht | Ufuldstændig                                          | 3 m           | |
|                                                                 | Armoy                                          | Antrim      | Ulster   | Ufuldstændig                                          | 10,8 m        | |
|                                                                 | Balla                                          | Mayo        | Connacht | Ufuldstændig                                          | 10 m          | Anden dør sandsynligvis indsat senere i jordniveau. |
|                                                                 | Castledermot                                   | Kildare     | Leinster | Komplet op til gesimsen                               | 20 m          | Den koniske top er blevet erstattet med kreneleringer, og tårnet er blevet forbundet med en kirke (som blev opført senere). |
|                                                                 | Clondalkin                                     | Dublin      | Leinster | Komplet                                               | 27,5 m        | Forstærket med en skråstøtte og har en stentrappe op til døren. Det er det smalleste kendte tårn med en grunddiameter på kun 4,04 m. |
|                                                                 | Clones                                         | Monaghan    | Ulster   | Komplet op til gesimsen                               | 22,9 m        | |
|                                                                 | Clonmacnoise O'Rourke's Tower McCarthy's Tower | Offaly      | Leinster | Ufuldstændig Komplet                                  | 19,3 m 17,7 m | To tårne i kort afstand fra hinanden: O'Rourke: fuld højde, men uden top; har 8 vinduer øverst McCarthy: er tilknyttet en kirke |
|                                                                 | Cloyne Round Tower Cloyne                      | Cork        | Munster  | Komplet op til gesimsen                               | 30,5 m        | Den koniske top er blevet erstattet med brystværn. |
|                                                                 | Derry                                          | Londonderry | Ulster   | Ufuldstændig                                          | 5,5 m         | Barrow skriver, at et tårn kendt som "The Long Tower" engang stod i byen Derry på det sted, der siden 1784–1786 har været optaget af St Columba's Church (Long Tower). Det siges, at The Long Tower overlevede belejringen af Derry i 1689, men at det senere forsvandt. I 2018 blev resterne af det forsvundne tårn identificeret på området ved Lumen Christi College, som en ruin der tidligere blev antaget at være en vindmølle. Ordnance Survey for County Londonderry fra 1837 har følgende beskrivelse: "I Derry's charter kaldes det Columb kille's Tower, og på Ravens kort over byen fra 1621 fremstår det som et meget højt og slankt klokketårn... I Derry og omegns folkelige tradition omtales dette tårn stadig konsekvent som et højt rundt tårn bygget af St. Columb selv, og mange legender fortæller om dets mirakelskabende sølvklokke." |
|                                                                 | Devenish I                                     | Fermanagh   | Ulster   | Komplet                                               | 25 m          | Kan bestiges. Romanske konsolhoveder under taget. Ligger op ad Devenish II |
| Second Round Tower at Devenish Co. Fermanagh                    | Devenish II                                    | Fermanagh   | Ulster   | Ufuldstændig                                          | 0,5 m         | Fundamentet af tårnet ligger direkte op ad Devenish I. |
|                                                                 | Donaghmore                                     | Meath       | Leinster | Komplet op til gesimsen                               | 26,6 m        | Fuld højde, men uden tag |
|                                                                 | Dromiskin                                      | Louth       | Leinster | Ufuldstændig                                          | 15,25 m       | En konisk top blev tilføjet til det, der er tilbage af tårnet. |
|                                                                 | Drumbo                                         | Down        | Ulster   | Ufuldstændig                                          | 10,25 m       | |
|                                                                 | Drumcliff (nær Ennis)                          | Clare       | Munster  | Ufuldstændig                                          | 11 m          | |
|                                                                 | Drumcliff (nær Sligo)                          | Sligo       | Connacht | Ufuldstændig                                          | 9 m           | |
|                                                                 | Drumlane                                       | Cavan       | Ulster   | Ufuldstændig                                          | 12 m          | To utydelige udskæringer af fugle kan identificeres 2 meter oppe på tårnets nordside. |
|                                                                 | Faughart                                       | Louth       | Leinster | Ufuldstændig                                          | 0,05 m        | Kun én cirkulær række af store sten er bevaret. |
|                                                                 | Glendalough                                    | Wicklow     | Leinster | Komplet                                               | 30,5 m        | Den nærliggende Saint Kevin’s Church har et miniature-rundtårn. |
| Photo of the Irish Round Tower at Grangefertagh County Kilkenny | Grangefertagh                                  | Kilkenny    | Leinster | Komplet op til gesimsen                               | 30 m          | Fuld højde, men uden tag, beliggende i sognet Johnstown. |
|                                                                 | Inish Cealtra (in Lough Derg)                  | Clare       | Munster  | Ufuldstændig                                          | 22,3 m        | |
|                                                                 | Inishkeen                                      | Monaghan    | Ulster   | Ufuldstændig                                          | 12,6 m        | Toppen er blevet forseglet med mursten og cement. |
|                                                                 | Kells                                          | Meath       | Leinster | Komplet op til gesimsen                               | 26 m          | Fuld højde, men uden tag. |
|                                                                 | Kilbennan                                      | Galway      | Connacht | Ufuldstændig                                          | 16,5 m        | |
| Round Tower Kilcoona                                            | Kilcoona                                       | Galway      | Connacht | Ufuldstændig                                          | 3 m           | |
|                                                                 | Kildare                                        | Kildare     | Leinster | Komplet op til gesimsen                               | 32 m          | Kan bestiges; den koniske top er blevet erstattet med brystværn; romansk udsmykning omkring døren. |
|                                                                 | Kilkenny                                       | Kilkenny    | Leinster | Komplet op til gesimsen                               | 30 m          | Kan bestiges; den koniske top er blevet erstattet med brystværn. |
|                                                                 | Killala                                        | Mayo        | Connacht | Komplet                                               | 25,5 m        | Der er en tydelig udbuling omtrent midt på tårnet. |
|                                                                 | Killashee                                      | Kildare     | Leinster | Ufuldstændig                                          | 7,3 m         | Har en firkantet base og bliver først rund omtrent halvvejs oppe. Indgår i kirkens bygningsstruktur. |
| Ireland Roundtower Killeany Aran Islands                        | Killeany/Aran Islands                          | Galway      | Connacht | Ufuldstændig                                          | 3,02 m        | |
|                                                                 | Kilmallock                                     | Limerick    | Munster  | Ufuldstændig                                          | 3 m           | Kun de nederste 3 m af tårnet er originalt; det, der står ovenover (tårnet tilhørende kollegiatkirken), er en senmiddelalderlig tilføjelse/genopbygning. |
| Round Tower Killinaboy Co.Clare                                 | Killinaboy                                     | Clare       | Munster  | Ufuldstændig                                          | 3,5 m         | |
|                                                                 | Kilmacduagh                                    | Galway      | Connacht | Komplet                                               | 34,5 m        | Det højeste bevarede af de gamle rundtårne. Det har 11 vinduer (flere end noget andet tårn), og døren sidder 8 m over jorden (højere end nogen anden). Tårnet hælder 1,02 m fra lodret. |
|                                                                 | Kilree                                         | Kilkenny    | Leinster | Komplet op til gesimsen                               | 27 m          | Den koniske top er blevet erstattet med brystværn. |
|                                                                 | Kinneigh                                       | Cork        | Munster  | Komplet op til gesimsen                               | 24,5 m        | Har en sekskantet base og en lukket top. |
| Round Tower Liathmore                                           | Liathmore                                      | Tipperary   | Munster  | Ufuldstændig                                          | 0,01 m        | Opdaget i 1969; kun fundamentet på 2,6 m er bevaret (usædvanligt dybt for et irsk rundtårn). |
|                                                                 | Lusk                                           | Dublin      | Leinster | Komplet op til gesimsen                               | 26,6 m        | Fuld højde, men uden top; er tilknyttet en kirke (som blev opført senere). |
|                                                                 | Maghera                                        | Down        | Ulster   | Ufuldstændig                                          | 5,4 m         | Stump med et stort hul i siden. |
|                                                                 | Meelick                                        | Mayo        | Connacht | Ufuldstændig                                          | 21 m          | |
|                                                                 | Mollaneen (Dysert O'Dea Monastery)             | Clare       | Munster  | Ufuldstændig                                          | 15 m          | |
| I                                                               | Nendrum                                        | Down        | Ulster   | Ufuldstændig                                          | 4,4 m         | |
|                                                                 | Dísert Óengusa, Croom                          | Limerick    | Munster  | Ufuldstændig                                          | 21 m          | Romansk udsmykning omkring døren. |
|                                                                 | Monasterboice                                  | Louth       | Leinster | Ufuldstændig                                          | 28 m          | |
|                                                                 | Old Kilcullen                                  | Kildare     | Leinster | Ufuldstændig                                          | 11 m          | |
| Round Tower Oran                                                | Oran                                           | Roscommon   | Connacht | Ufuldstændig                                          | 3,9 m         | Største kendte grunddiameter for et oprindeligt irsk rundtårn: 6 m. |
| Photo of Oughterard Irish Round Tower, County Kildare, Ireland  | Oughter Ard                                    | Kildare     | Leinster | Ufuldstændig                                          | 9,5 m         | |
| Round Tower Ram's Island                                        | Ram's Island                                   | Antrim      | Ulster   | Ufuldstændig                                          | 12,8 m        | |
| The remains of the round tower                                  | Rathmichael                                    | Dublin      | Leinster | Ufuldtsændig                                          | 1,9 m         | Sigtes at have været et sted, hvor man placerede lig, efter de havde været begravet på kirkegården i en årrække. |
|                                                                 | Rattoo                                         | Kerry       | Munster  | Komplet                                               | 27.4 m        | Includes a Sheela na Gig |
|                                                                 | Roscam                                         | Galway      | Connacht | Ufuldstændig                                          | 10,98 m       | 7 niveauer af stilladshuller er tydeligt synlige. |
|                                                                 | Roscrea                                        | Tipperary   | Munster  | Ufuldstændig                                          | 20 m          | |
|                                                                 | Scattery Island                                | Clare       | Munster  | Komplet op til gesimsen, med en delvist afkortet top. | 26 m          | Døråbningen er i jordniveau. |
|                                                                 | Seir Kieran                                    | Offaly      | Leinster | Ufuldstændig                                          | 2,6 m         | |
|                                                                 | St Mullin's                                    | Carlow      | Leinster | Ufuldstændig                                          | 1 m           | |
|                                                                 | St Patrick's Rock (nær Cashel)                 | Tipperary   | Munster  | Komplet                                               | 28 m          | Forbundet til en kirke (som blev bygget senere). |
|                                                                 | Steeple (nær Antrim)                           | Antrim      | Ulster   | Komplet                                               | 28 m          | |
|                                                                 | Swords                                         | Dublin      | Leinster | Komplet                                               | 26 m          | Har en deform øverste etage, som er kronet med et stenkors. |
| Photo of Taghadoe Irish Round Tower County Kildare, Ireland     | Taghadoe                                       | Kildare     | Leinster | Ufuldstændig                                          | 19,8 m        | |
|                                                                 | Timahoe                                        | Laois       | Leinster | Komplet                                               | 29 m          | Romansk udsmykning omkring døråbningen. |
|                                                                 | Tory Island                                    | Donegal     | Ulster   | Ufuldstændig                                          | 12,8 m        | |
|                                                                 | Tullaherin                                     | Kilkenny    | Leinster | Ufuldstændig                                          | 22,5 m        | |
|                                                                 | Turlough Abbey                                 | Mayo        | Connacht | Komplet                                               | 22,9 m        | |